# Castianeira maculata
Castianeira maculata là một loài nhện trong họ Corinnidae.
Loài này thuộc chi Castianeira. Castianeira maculata được Eugen von Keyserling miêu tả năm 1891.